# Dendroblatta cnephaia
Dendroblatta cnephaia är en kackerlacksart som beskrevs av Morgan Hebard 1926. Dendroblatta cnephaia ingår i släktet Dendroblatta och familjen småkackerlackor. Inga underarter finns listade i Catalogue of Life.